# Often
«Often» —en español: «Frecuentemente»— es una canción del cantante canadiense The Weeknd. La pista fue puesta a la venta el 31 de julio de 2014 como primer sencillo de su segundo álbum de estudio Beauty Behind the Madness (2015). La canción logró el número 59 en la lista Billboard estadounidense y el número 69 en la lista Canadian Hot 100.

## Rendimiento comercial
En los Estados Unidos, "Often" logró el número 59 en la lista Billboard Hot 100 y el número 69 en el Canadian Hot 100. En Noruega logró el número 12.

## Recepción crítica
La canción ganó dos premios en la edición 2015 de los Much Music Video Awards, Vídeo del Año y Mejor Director.

## Remezcla
La remezcla oficial presenta versos adicionales por Rick Ross y Schoolboy Q.[cita requerida]
Kygo realizó también una nueva remezcla en 2014.

## Video musical
Un video musical de "Often", fue lanzado el 21 de agosto de 2014. Es de los videos más vistos de The Weeknd , superando las 460 Millones de visualizaciones en Youtube.

## Lista de sencillos
| Often |         | |          |  |
| N.º   | Título  | Escritor(es)                                                                                               | Duración |  |
| 1.    | «Often» | Ali Kocatepe, Sabahattin Ali, Danny Schofield, Abel Tesfaye, Jason Quenneville, Ahmad Balshe, Osman Ismen. | 4:10     |  |

## Posicionamiento en listas
| Lista (2015)                         | Mejor posición |
| ------------------------------------ | -------------- |
| Canadá (Canadian Hot 100)            | 69             |
| Sweden (Sverigetopplistan)           | 55             |
| Netherlands (Single Top 100)         | 96             |
| Norway (VG-lista)                    | 12             |
| UK Singles (Official Charts Company) | 65             |
| UK R&B (Official Charts Company)     | 13             |
| US Billboard Hot 100                 | 59             |
| US Hot R&B/Hip-Hop Songs (Billboard) | 15             |

## Certificaciones
| Territorio     | Organismo certificador | Certificación | Ventas certificadas | Ref.   |        |        |        |        |
| Europa         | Europa                 | Europa        | Europa              | Europa | Europa | Europa | Europa | Europa |
| -------------- | ---------------------- | ------------- | ------------------- | ------ | ------ | ------ | ------ | ------ |
| Noruega        | IFPI                   | 2× Platino    | 20 000              | [ 10 ] |        |        |        |        |
| Dinamarca      | IFPI Denmark           | Oro           | 30 000              | [ 11 ] |        |        |        |        |
| Suecia         | GLF                    | Platino       | 40 000              | [ 12 ] |        |        |        |        |
| América        |                        |               |                     |        |        |        |        |        |
| Canadá         | Music Canada           | Oro           | 40 000              | [ 13 ] |        |        |        |        |
| Estados Unidos | RIAA                   | 2× Platino    | 2 000 000           | [ 15 ] |        |        |        |        |
| México         | AMPROFON               | Oro           | 30 000              | [ 16 ] |        |        |        |        |

## Fecha de lanzamiento
| Región         | Fecha               | Formato          | Discográfica            |
| -------------- | ------------------- | ---------------- | ----------------------- |
| Estados Unidos | 31 de julio de 2014 | Descarga Digital | - XO - Republic Records |